# 褐斑苜蓿
褐斑苜蓿（学名：Medicago arabica）为豆科苜蓿属下的一个种。

## 扩展阅读
- 維基物種上的相關：褐斑苜蓿